# Magical Girl Lyrical Nanoha StrikerS
Magical Girl Lyrical Nanoha StrikerS (jap. 魔法少女リリカルなのはStrikerS Mahō Shōjo Ririkaru Nanoha Sutoraikāzu) – japoński serial anime w reżyserii Keizō Kusakawy, ze scenariuszem napisanym przez Masakiego Tsuzuki i wyprodukowane przez studio Seven Arcs. Jest sequelem anime Magical Girl Lyrical Nanoha A’s. Ta seria została wyemitowana tuż po promocyjnej imprezie Lyrical Party III 1 kwietnia 2007 roku i była emitowana do 23 września 2007 roku. Seria koncentruje się bardziej na bitwach zespołowych i biurokracji, a nie na rywalizacji indywidualnej i życiu szkolnym, ze względu na zmiany w dynamice postaci. Nazwa StrikerS odnosi się do rangi SS nadawanej najlepszym magom, podobnie jak A’s odnosi się rangi A. Mangowa adaptacja z rozszerzoną fabułą spoza anime, była serializowana w magazynie Megami Magazine od listopada 2006 do lutego 2008 roku.

## Fabuła
Wydarzenia przedstawione w tej serii mają miejsce dziesięć lat po wydarzeniach z serii A’s. Nanoha, Fate i Hayate dołączyły do Time-Space Administration Bureau i tworzą Lost Property Riot Force 6 (jap. 古代遺物管理部機動六課 Kodai Ibutsu Kanribu Kidō Rokka). Wraz z nowymi rekrutami, Subaru Nakajima, Teana Lanster, Erio Mondial i Caro Ru Lushe, razem mierzą się z Jail Scaglietti, niebezpiecznym przestępcą.

## Media

### Manga
Manga autorstwa Masakiego Tsuzuki z ilustracjami Kōjiego Hasegawy, była publikowana w magazynie Megami Magazine od listopada 2006 do lutego 2008 roku. Wydawnictwo Gakken wydało dwa tomy tankōbon mangi 30 maja 2007 roku oraz 28 marca 2008 roku.

### Anime
Seven Arcs wyprodukowało 26 odcinków anime, w reżyserii Keizō Kusakawy, ze scenariuszem napisanym przez Masakiego Tsuzuki. Emitowane na antenie TV Wakayama zadebiutowało 1 kwietnia 2007 roku i było emitowane do 23 sierpnia 2007 roku. Muzyka do serialu została skomponowana głównie przez Hiroaki’ego Sano. Seria wykorzystuje dwa utwory przewodnie: dwa openingi w wykonaniu Nany Mizuki, i dwa endingi w wykonaniu Yukari Tamury. W Japonii seria została wydana w dziewięciu tomach Region 2 DVD wydawanych od 25 lipca 2007 roku do 26 marca 2008 roku.

### CD Drama
King Records wydało cztery CD dramy, adaptacje tej serii w Japonii. Pierwsza, zatytułowana Magical Girl Lyrical Nanoha StrikerS Sound Stage 01, ukazała się 23 maja 2007 roku i zawierała 23 utwory; jej akcja rozgrywa się pomiędzy szóstym a siódmym odcinkiem anime. Sound Stage 02 wydano 18 lipca 2007 roku, zawierała 21 utworów; jej akcja rozgrywa się pomiędzy 14 a 15 odcinkiem anime. Trzecia płyta, Sound Stage 03 została wydana 3 października 2007 roku, zawiera dwadzieścia utworów; jej akcja rozgrywa się pomiędzy 18 a 19 odcinkiem anime. Czwarta płyta, Sound Stage 04 została wydana 12 grudnia 2007 roku, zawiera 25 utworów; jej akcja rozgrywa się po zakończeniu anime. 29 października 2008 roku wydana została też dodatkowo CD drama pt. Magical Girl Lyrical Nanoha StrikerS Sound Stage X; jej akcja rozgrywa dwa lata po zakończeniu serii anime i obejmuje wydarzenia związane z czterema nowymi wprowadzonymi bohaterami.

### Audio CD
Ścieżka dźwiękowa została wydana na trzech płytach CD zatytułowanych Magical Girl Lyrical Nanoha StrikerS Original Soundtrack Plus Vol.1~3, zawierały łącznie 78 utworów. King Records wydało cztery maxi single dla tej serii w Japonii. SECRET AMBITION ukazał się 18 kwietnia 2007 roku, MASSIVE WONDERS ukazał się 22 sierpnia 2007 roku. Singel Hoshizora no Spica (jap. 星空のSpica) został wydany 9 maja 2007 roku, Beautiful Amulet ukazał się 1 sierpnia 2007 roku.

## Muzyka
Opening
- „SECRET AMBITION” (odc. 1-17), Nana Mizuki
- „MASSIVE WONDERS” (odc. 18-26), Nana Mizuki

Ending
- „Hoshizora no Spica” (jap. 星空のSpica) (odc. 1-14), Yukari Tamura
- „Beautiful Amulet” (odc. 15-26), Yukari Tamura

Insert song
- „Pray”, Nana Mizuki (w odc. 24)
- „Sorairo no Yakusoku” (jap. 空色の約束), Chiwa Saitō (w odc. 8)